# Conflict (gruppo musicale)
I Conflict sono un gruppo anarcho punk formatosi nei dintorni di Eltham nel sud di Londra.

## Storia del gruppo
Formatisi nel 1981, la formazione originale del gruppo consisteva in: Colin Jerwood (voce), Paco (batteria), Big John (basso), Steve (chitarra), Pauline (voce), Paul aka 'Nihilistic Nobody' (rappresentazioni). La prima uscita discografica fu l'ep The House That Man Built su Crass Records. Nel momento in cui venne pubblicato l'album di debutto, It's Time to See Who's Who, su Corpus Christi Records, Pauline e Paul abbandonarono il gruppo. In seguito i Conflict crearono una loro etichetta discografica: la Mortarhate, che produsse e distribuì anche i lavori di altri artisti come, ad esempio, gli Hagar the Womb, gli Icons of Filth, i Lost Cherrees, i The Apostles, gli Admit You're Shit.
Nel 1983 Steve Ignorant, in quel periodo membro dei Crass, partecipò al singolo dei Conflict To A Nation of Animal Lovers in favore dei diritti degli animali. Dopo lo scioglimento dei Crass, Steve Ignorant entrò a far parte del gruppo come seconda voce seppur non in modo permanente, questo in seguito ad un concerto tenutosi a Brixton, nel 1986 durante il quale si unì alla band per cantare alcuni pezzi.
La band si è sempre caratterizzata per forti prese di posizione nei confronti di problemi quali: oppressione, repressione, diritti degli animali, guerra, tanto da supportare l'organizzazione Class War e molti dei loro show, soprattutto quelli che si svolsero negli anni ottanta, furono seguiti da risse e violenze. Il logo del gruppo fu creato da 'Nihilistic Nobody' e fa riferimento alle lettere CND (Campaign for Nuclear Disarmament, in italiano "Campagna per il disarmo nucleare") e comprende due A che stanno per anarchia e autonomia e una N che sta per nichilismo. Questo logo inizialmente apparve intorno al 1980 in Thanatos, un opuscolo distribuito nell'underground londinese di quegli anni, prodotto dalla fanzine Toxic Graffity edita da Mike Diboll.
Il gruppo è tuttora in attività seppur le loro apparizioni, sia live che su disco, siano piuttosto rare.

## Discografia

### Album in studio
- 1983 - It's Time to See Who's Who
- 1984 - Increase the Pressure
- 1986 - The Ungovernable Force
- 1988 - The Final Conflict
- 1989 - Against All Odds
- 1993 - Conclusion
- 1994 - It's Time to See Who's Who Now
- 2003 - There's No Power Without Control

### EP/Singoli
- 1982 - The House That Man Built (EP)
- 1983 - To a Nation of Animal Lovers (EP)
- 1984 - The Serenade is Dead (EP)
- 1985 - This is Not Enough, Stand Up and Fucking Fight
- 1985 - The Battle Continues
- B.B.C.1
- 1993 - These Colours Don't Run
- 2001 - Now You've Put Your Foot In It
- 2003 - Carlo Giuliani

### Raccolte
- 1985 - Employing All Means Necessary
- 1989 - Standard Issue 82-87
- 1996 - Standard Issue II 88-94
- 1997 - Deploying All Means Necessary
- 2001 - There Must Be Another Way

### Album dal vivo
- 1982 - Live at Centro Iberico (EP)
- 1986 - Only Stupid Bastards Help EMI
- 1987 - Turning Rebellion Into Money
- 1988 - From Protest to Resistance (Konexion Records)
- 2000 - In The Venue

### Altro
- Rebellion Sucks! (antologia e DVD del live del[2004 a Londra)

## Collegamenti
- (EN) myspace ufficiale dei conflict, su myspace.com.
- (EN) Conflict statement on the 'Gathering of the 5000' event, Brixton, 1987, su uncarved.org.
- (EN) Intervista a Colin Jerwood, su artofthestate.co.uk. URL consultato il 21 giugno 2006 (archiviato dall'url originale il 21 luglio 2006).